# John Mary
John Mary Honi Uzuegbunam (né le 9 mars 1993 à Nnobi au Nigeria) est un footballeur nigérian naturalisé camerounais, qui évolue au poste d'attaquant.

## Parcours professionnel
Lors de la saison 2016-2017, alors que le club termine septième du championnat, il termine meilleur buteur du championnat avec 17 buts. Le 2 avril 2017, il marque un triplé sur la pelouse du NK Radomlje.
En juillet 2022, il est recruter par le club japonais d'Avispa Fukuoka pour six mois jusqu'au 31 janvier 2023.